# 魔法少女初音
《魔法少女初音》是那州雪繪所作的陰陽師類的漫畫。

## 登場人物

### 無山與的其四周人物
鈴の木初音
主角，無山的養女
鈴の木無山
篠崎兵吾
無山的弟子
小八汰
原為無山的式神。在被無山背叛，封印失敗後，後被初音收為式神。
テンテン
初音養的管狐。

### 無畏與的其四周人物
鈴の木無畏
繰名
草壁

### 初音的生父生母
鈴の木無定
初音的生父。無山・無畏的師兄。
晴香
無定的妻子。初音的生母。

### 其他人物
茅野月子
無山的前妻。
青石朋絵
初音的高中同學。
中原
小市アヤカ
笹木典明